# Kenneth Connor
Kenneth Connor (Islington, London, 1918. június 6. – South Harrow, London, 1993. november 28.) a Brit Birodalom Rendjével (MBE) kitüntetett angol színész, aki vígjátékokban, elsősorban a Folytassa… sorozatban nyújtott maradandót.

## Filmszerepei

### Mozifilmek
- 1958–1978: Folytassa…
- 1969: Nemo kapitány és a víz alatti város

### Televíziós sorozatok
- 1983–1984: Rentaghost
- 1984–1992: Halló, halló! – Monsieur Alfonse
- 1986–1988: Hi-de-Hi! – Sammy Morris bácsi
- 1987: Blackadder the Third
- 1990: Csengetett, Mylord? – Professzor Heinrich Van Manheim
- 1994: Sherlock Holmes kalandjai – Mr. Warren